# أنابيب كمبرلايت جاتشو كوي
أنابيب كمبرلايت جاتشو كوي (بالإنجليزية:Gahcho Kué kimberlite pipes) هي مجموعة عنقودية من الكمبرلايت الأنبوبية البركانية الكامبرية تقع على بعد 280 كم (174 ميل) شمال شرق يلونايف، الأقاليم الشمالية الغربية، كندا. وهي تتآلف من أربعة أنابيب: 5034 وهيرن وتوزو وتسلا.